# Abu Dhabi Investment Authority
Pour les articles homonymes, voir ADIA.
L'Abu Dhabi Investment Authority (ADIA) est l'un des plus importants fonds souverains au monde.  
Créé par Zayed ben Sultan Al Nahyane, le 24 février 1977, l'ADIA est basée à Abou Dabi, le plus important des sept émirats de la Fédération des Émirats arabes unis. Il est chargé d'investir les revenus pétroliers de l'émirat d'Abou Dabi à travers le monde pour les faire fructifier. ADIA est entièrement détenu et gouverné par le gouvernement d'Abu Dhabi et présidé par le cheikh Mohammed ben Zayed Al Nahyane.
Selon le Sovereign Wealth Fund Institute, le fonds gère en 2024 un montant de 998 milliards de dollars d'actifs. Il est le 4e plus grand fonds souverain au monde.
Le 26 novembre 2007, il achète 4,9 % de Citigroup, la première banque américaine, pour 7,5 milliards de dollars, et en devient le premier actionnaire devant la Kingdom Holding Company du prince Al-Walid ben Talal ben Abd al-Aziz Al Saoud qui en détient 4,3 %.

## Gestion des actifs

### Objectif d'investissement
Les décisions du  fonds souverain se basent uniquement sur la recherche d'une rentabilité financière à long terme. Une fois investi, il reste passif et n'intervient pas au sein de la direction des entreprises dont il a acquis une partie du capital. 

### Composition du portefeuille
| Répartition du portefeuille par classe d'actifs | Minimum | Maximum |
| ----------------------------------------------- | ------- | ------- |
| Actions pays développés                         | 35 %    | 45 %    |
| Actions pays émergents                          | 10 %    | 20 %    |
| PME                                             | 1 %     | 5 %     |
| Obligations d'État                              | 10 %    | 20 %    |
| Crédit                                          | 5 %     | 10 %    |
| Alternatif                                      | 5 %     | 10 %    |
| Immobilier                                      | 5 %     | 10 %    |
| Capital investissement                          | 2 %     | 8 %     |
| Infrastructures                                 | 1 %     | 5 %     |
| Liquide                                         | 0 %     | 10 %    |

| Répartition du portefeuille par région | Minimum | Maximum |
| -------------------------------------- | ------- | ------- |
| Amérique du Nord                       | 35 %    | 50 %    |
| Europe                                 | 25 %    | 35 %    |
| Asie développée                        | 10 %    | 20 %    |
| Marchés émergents                      | 15 %    | 25 %    |

### Investissements notables
ADIA est entré au capital de la banque américaine Citigroup en novembre 2007, au début de la crise des subprimes, avant de souhaiter s'en désengager fin 2009.
ADIA est également investi dans des fonds de capital investissement comme Ares Management, Apollo Management ou encore le groupe Carlyle.
En 2020, la société internationale d'exploitation internationale de Abou Dhabi a acheté une participation de 94 % dans le Falcon CI IV LP, un fonds de capital-investissement dans les îles Caïmans qui a investi dans SpaceX. En avril 2021, le cours des actions du IHC a également progressé à 75 %. Cheikh Tahnoun ben Zayed Al Nahyane, Président du IHC, occupe également des postes de direction sur le plus grand actionnaire, le groupe royal et la première banque d'Abou Dhabi. Cheikh Tahnoun, conseiller à la sécurité nationale des Émirats arabes unis, organise aussi un certain nombre d'autres entreprises à base d'Abou Dhabi, inclus, International Golden Group (IGG), qui est liée aux guerres civiles libyennes et yéménites,.

## Gouvernance et opacité
Dans une lettre datée de mars 2008 et adressée à plusieurs États, le gouvernement d'Abou Dabi a affirmé plusieurs points suivants:
- l'objectif des fonds est la maximisation à long terme du rendement
- le gouvernement d'Abou Dabi s'est engagé à ne jamais utiliser ses fonds comme des outils de pression politique
- les transactions des fonds se font dans le respect des normes internationales et des règles des pays où se situent les entreprises cibles
- les fonds sont des investisseurs passifs